# Forhistorisk liv
Forhistorisk liv er de forskellige organismer, som levede på Jorden fra livets opståen for ca. 3,8 mia. år siden til den historiske periode (ca. 3500 f.Kr.), hvor mennesker begyndte at føre skrevne optegnelser.
Under evolutionens forløb har nye meget forskellige livsformer udviklet sig, f.eks. dinosaurerne, som uddøde.
Forhistorisk liv udviklede sig over dette umådeligt store tidsrum fra simple bakterie-lignende celler i havet, til alger og Protozoer, og endelig til flercellede livsformer som svampe, landplanter, orm, bløddyr, krebsdyr, insekter og hvirveldyr.
I geologiske termer begyndte menneskets udvikling for nylig, for ca. 4 mio. år siden.
Der findes meget få eksemplarer af forhistoriske organismer (f.eks. bløddyrene), som stadig eksisterer uforandret i dag, mio. af år senere, og dermed gør dem til levende fossiler. Mens andre dyr, f.eks. hajer, har ændret sig meget lidt over flere millioner år.
Imidlertid er de fleste livsformer, over 99%, uddøde og de eneste eksisterende beviser på deres eksistens er afstøbninger og fossiler.